# Nanotube de nitrure de bore

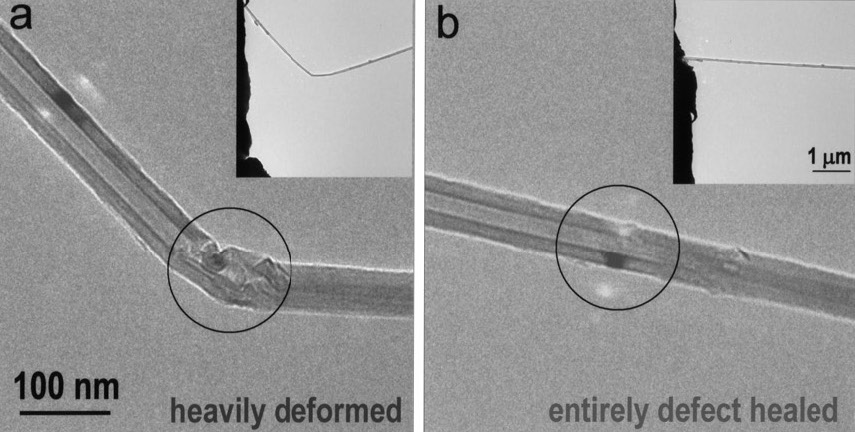
Auto-réparation d'un nanotube en nitrure de bore vue au MET.

Un nanotube de nitrure de bore est un analogue structurel des nanotubes de carbone dans lequel le réseau d'atomes de carbone est remplacé par un réseau d'atomes de bore et d'azote. Il s'agit d'un polymorphe du nitrure de bore théorisé en 1994 et caractérisé expérimentalement l'année suivante. Ces nanotubes se présentent sous la forme de cylindres longs de quelques micromètres dont les propriétés sont très différentes de celles des nanotubes de carbone : alors que ces derniers ont un comportement métallique ou semiconducteur selon les directions et le diamètre des tubes, les nanotubes de nitrure de bore sont des isolants électriques avec une largeur de bande interdite d'environ 5,5 eV, essentiellement indépendante de la morphologie et de la chiralité des tubes. Les structures en nitrure de bore sont de surcroît bien plus stables thermiquement et chimiquement que celles en carbone graphitique,.

## Production
Il est possible de produire des nanotubes de nitrure de bore à l'aide de toutes les techniques éprouvées avec les nanotubes de carbone, comme celles par arc électrique,, ablation laser, et dépôt chimique en phase vapeur, qui permettent de produire quelques dizaines de grammes de nanotubes de nitrure de bore. Il est également possible d'obtenir des nanotubes de nitrure de bore en traitant du bore amorphe au moulin à billes dans une atmosphère d'ammoniac en présence d'un catalyseur (poudre de fer) puis en appliquant un recuit à 1 100 °C dans un flux d'azote,. Par ailleurs, des nanotubes de nitrure de bore peuvent être obtenus à l'aide d'une méthode à pression et température élevées.

## Propriétés et applications

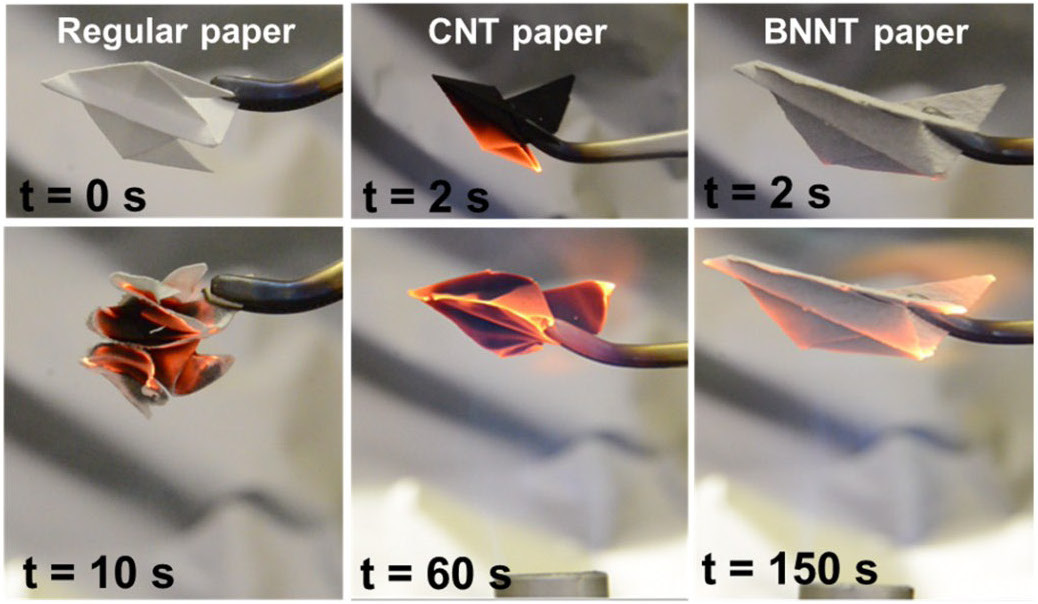
Comportement à la flamme d'une feuille de papier, de nanotubes de carbone et de nanotubes de nitrure de bore.

Les propriétés électriques et électrostatiques des tubes de nitrure de bore peuvent être ajustées par dopage avec des atomes d'or par projection sur les nanotubes,. Le dopage par une terre rare comme l'europium convertit les nanotubes de nitrure de bore en substance phosphorescente excitable par un rayon cathodique. Les boîtes quantiques formées à partir de particules d'or de 3 nm présentent des propriétés de transistor à effet de champ à température ambiante.
Les nanotubes en nitrure de bore, à l'instar des fibres en nitrure de bore, sont intéressantes du point de vue des applications aérospatiales, notamment celles intégrant du nitrure de bore 10, en raison de la résistance mécanique conférée par le bore et des qualités radioprotectrices de l'isotope 10B. Des nanotubes en 10BN seraient ainsi intéressants pour absorber les neutrons issus de la spallation des matériaux d'un véhicule spatial sous l'effet du rayonnement cosmique.
Des études toxicologiques réalisées dans les années 2010 sur les nanotubes de nitrure de bore tendent à montrer que leur inertie chimique favorise leur biocompatibilité, de sorte que leur utilisation dans des nanotransporteurs (en) ou des nanotransducteurs est envisageable.